# Agalenocosa gentilis
Agalenocosa gentilis là một loài nhện trong họ Lycosidae.
Loài này thuộc chi Agalenocosa. Agalenocosa gentilis được Cândido Firmino de Mello-Leitão miêu tả năm 1944.